# El gallardo español
El gallardo español es una comedia de cautivos o comedia caballeresca de ambiente morisco y rasgos épicos obra de Miguel de Cervantes Saavedra. Se incluyó impresa como la primera de sus Ocho comedias y ocho entremeses nuevos nunca representados (1615). Se suele relacionar con un viaje que Cervantes hizo a Orán como espía en el año 1581.

## Características
Se inspira probablemente en el Diálogo de las guerras de Orán (Córdoba: Francisco de Cea, 1593) de Baltasar de Morales o quizá en Luis de Mármol, Libro tercero... de la descripción general de África (Granada, 1573). El hecho histórico que sirve de marco es la resistencia de Orán y Mazalquivir en 1563 ante el ataque del rey de Argel; y aunque Cervantes utiliza los episodios históricos documentados, los subordina a su propia experiencia y concepciones poéticas, cumpliendo lo que afirma al final de su obra: "De dar fin a esta comedia / cuyo principal intento / ha sido mezclar verdades / con fabulosos intentos" (otros leen "inventos"). Y a diferencia de otras comedias de cautivos del autor más corales o incluso de otro género también colectivas, como la Numancia, en esta sí existe un personaje central, Fernando.

## Argumento
El soldado español don Fernando de Saavedra es retado por Alimuzel, un moro celoso de su fama, a abandonar  la ciudad cristiana, que estaba sufriendo asedio y sigue a su enamorada Mora Arlaxa que dirige al campo enemigo con un nombre fingido. Allí se le acerca una enamorada, Margarita, vestida de hombre, que lo buscaba por España e Italia acompañada por un hermano suyo que también va buscando a una hermana de él. Y aunque Fernando permanece en el ejército enemigo, cuando esta llega a las puertas de la ciudad asediada se enfrenta a los musulmanes y defiende él solo las murallas. Al final se acuerdan los matrimonios de Margarita y Fernando y de Arlaxa y Alimuzel. Destaca el personaje del gracioso Buitrago, soldado en Orán, buen matamoros siempre que tenga el estómago lleno: "Solo a mi vientre acudo y a la guerra"
El gallardo español posee una versificación suelta con románces tan ágiles como el que comienza "Escuchadme, los de Orán / caballeros y soldados..."
Escuchadme, los de Orán, / caballeros y soldados, / que firmáis con nuestra sangre / vuestros hechos señalados: / Alimucel soy, un moro / de aquellos que son llamados / galanes de Melïona, / tan valientes como hidalgos... / Pero, sea yo quien fuere, / basta que me muestro armado / ante estos soberbios muros, / de tantos buenos guardados; / que, si no es señal de loco, / será indicio de que he dado	/ palabra que he de cumplilla, / o quedar muerto en el campo. / Y así, a ti te desafío, / don Fernando, el fuerte, el bravo, / tan infamia de los moros / cuanto prez de los cristianos... / Y, para darte ocasión / de que salgas mano a mano / a verte conmigo agora, / destas cosas te hago cargo: / que peleas desde lejos, / que el arcabuz es tu amparo, / que en comunidad aguijas / y a solas te vas despacio: / que eres Ulises nocturno, / no Telamón al sol claro; / que nunca mides tu espada / con otra, a fuer de hidalgo. / Si no sales, verdad digo; / si sales, quedará llano, / ya vencido o vencedor, / que tu fama no habla en vano. / Aquí, junto a Canastel, / solo te estaré esperando / hasta que mañana el Sol	/ llegue al poniente su carro. / Del que fuere vencedor / ha de ser el otro esclavo, / premio rico y premio honesto. / Ven, que espero, don Fernando.